# Пуерто-Рико на літніх Олімпійських іграх 2016
Пуерто-Рико на літніх Олімпійських іграх 2016 представляли 40 спортсменів у 15 видах спорту. Завдяки зусиллям тенісистки Моніки Пуїг, країна отримала першу в історії золоту медаль. 

## Медалісти
| Медалі | Спортсмени  | Вид спорту | Дисципліна              | Дата      |
| ------ | ----------- | ---------- | ----------------------- | --------- |
| Золото | Моніка Пуїг | Теніс      | жінки, одиночний розряд | 14 серпня |

## Спортсмени
| Дисципліна       | Чоловіки | Жінки | Разом |
| ---------------- | -------- | ----- | ----- |
| Легка атлетика   | 6        | 6     | 12    |
| Бокс             | 1        | 0     | 1     |
| Велоспорт        | 1        | 0     | 1     |
| Стрибки у воду   | 1        | 0     | 1     |
| Кінний спорт     | 1        | 0     | 1     |
| Дзюдо            | 0        | 2     | 2     |
| Стрільба         | 0        | 1     | 1     |
| Плавання         | 1        | 1     | 2     |
| Настільний теніс | 1        | 1     | 2     |
| Тхеквондо        | 0        | 1     | 1     |
| Теніс            | 0        | 1     | 1     |
| Тріатлон         | 1        | 0     | 1     |
| Волейбол         | 0        | 20    | 20    |
| Важка атлетика   | 0        | 1     | 1     |
| Боротьба         | 2        | 0     | 2     |
| Разом            | 15       | 34    | 49    |

## Легка атлетика
Легенда
- Note – для трекових дисциплін місце вказане лише для забігу, в якому взяв участь спортсмен
- Q = пройшов у наступне коло напряму
- q = пройшов у наступне коло за добором (для трекових дисциплін - найшвидші часи серед тих, хто не пройшов напряму; для технічних дисциплін - увійшов до визначеної кількості фіналістів за місцем якщо напряму пройшло менше спортсменів, ніж визначена кількість)
- NR = Національний рекорд
- N/A = Коло відсутнє у цій дисципліні
- Bye = спортсменові не потрібно змагатися у цьому колі
- NM = жодної успішної спроби

Трекові і шосейні дисципліни
Чоловіки
| Спортсмен      | Дисципліна        | Попередній забіг | Попередній забіг | Півфінал        | Півфінал        | Фінал           | Фінал           |
| Спортсмен      | Дисципліна        | Результат        | Місце            | Результат       | Місце           | Результат       | Місце           |
| -------------- | ----------------- | ---------------- | ---------------- | --------------- | --------------- | --------------- | --------------- |
| Ерік Алехандро | 400 м з бар'єрами | 49.54            | 2 Q              | 49.95           | 7               | Завершив виступ | Завершив виступ |
| Андрес Арройо  | 800 м             | 1:46.17          | 3 Q              | 1:46.74         | 7               | Завершив виступ | Завершив виступ |
| Хав'єр Кулсон  | 400 м з бар'єрами | 48.53            | 2 Q              | 48.46           | 2 Q             | DSQ             | DSQ             |
| Веслі Васкес   | 800 м             | 1:46.96          | 5                | Завершив виступ | Завершив виступ | Завершив виступ | Завершив виступ |

Жінки
| Спортсменка         | Дисципліна        | Попередній забіг | Попередній забіг | Півфінал         | Півфінал         | Фінал            | Фінал            |
| Спортсменка         | Дисципліна        | Результат        | Місце            | Результат        | Місце            | Результат        | Місце            |
| ------------------- | ----------------- | ---------------- | ---------------- | ---------------- | ---------------- | ---------------- | ---------------- |
| Грейс Клекстон      | 400 м з бар'єрами | 56.40            | 3 Q              | 55.85 PB         | 5                | Завершила виступ | Завершила виступ |
| Селіангелі Моралес  | 200 м             | 23.00 PB         | 5                | Завершила виступ | Завершила виступ | Завершила виступ | Завершила виступ |
| Жасмін Камачо-Квінн | 100 м з бар'єрами | 12.70            | 1 Q              | DSQ              | DSQ              | Завершила виступ | Завершила виступ |
| Беверлі Рамос       | Марафон           | Н/Д              | Н/Д              | Н/Д              | Н/Д              | 2:43:52          | 71               |

Технічні дисципліни
| Спортсмен           | Дисципліна                  | Кваліфікація       | Кваліфікація | Фінал              | Фінал            |
| Спортсмен           | Дисципліна                  | Результат у метрах | Місце        | Результат у метрах | Місце            |
| ------------------- | --------------------------- | ------------------ | ------------ | ------------------ | ---------------- |
| Луїс Кастро         | стрибки у висоту (чоловіки) | 2.26               | =12 q        | 2.25               | 13               |
| Девід Едлі Сміт 2-й | стрибки у висоту (чоловіки) | 2.26               | 23           | Завершив виступ    | Завершив виступ  |
| Діамара Планелл     | стрибки з жердиною (жінки)  | 4.15               | =29          | Завершила виступ   | Завершила виступ |

Комбіновані дисципліни – семиборство (жінки)
| Спортсмен      | Дисципліна | 100Б  | СВ   | ШЯ    | 200 m | LJ   | МС       | 800 m   | Final | Місце |
| -------------- | ---------- | ----- | ---- | ----- | ----- | ---- | -------- | ------- | ----- | ----- |
| Елісбет Фелікс | Результат  | 14.07 | 1.68 | 11.36 | 24.74 | 6.22 | 40.17 PB | 2:15.32 | 5805  | 26    |
| Елісбет Фелікс | Очки       | 968   | 830  | 619   | 911   | 918  | 671      | 888     | 5805  | 26    |

## Бокс
| Спортсмен      | Категорія           | 1/16 фіналу            | 1/8 фіналу         | Чвертьфінали       | Півфінали          | Фінал              | Фінал           |
| Спортсмен      | Категорія           | Суперник Результат     | Суперник Результат | Суперник Результат | Суперник Результат | Суперник Результат | Місце           |
| -------------- | ------------------- | ---------------------- | ------------------ | ------------------ | ------------------ | ------------------ | --------------- |
| Хав'єр Сінтрон | до 52 кг (чоловіки) | Саттибаєв (KAZ) L 1–20 | Завершив виступ    | Завершив виступ    | Завершив виступ    | Завершив виступ    | Завершив виступ |

## Велоспорт

### Шосе
| Спортсмен       | Дисципліна                       | Час          | Місце        |
| --------------- | -------------------------------- | ------------ | ------------ |
| Браян Бабілонія | Групова шосейна гонка (чоловіки) | Не фінішував | Не фінішував |

## Стрибки у воду
| Спортсмен       | Дисципліна                  | Попередні змагання | Попередні змагання | Півфінали | Півфінали | Фінал  | Фінал |
| Спортсмен       | Дисципліна                  | Очки               | Місце              | Очки      | Місце     | Очки   | Місце |
| --------------- | --------------------------- | ------------------ | ------------------ | --------- | --------- | ------ | ----- |
| Рафаель Кінтеро | вишка, 10 метрів (чоловіки) | 456.55             | 10 Q               | 471.20    | 7 Q       | 485.35 | 7     |

## Кінний спорт

### Триборство
| Спортсмен    | Кінь                    | Дисципліна    | Виїздка      | Виїздка | Крос         | Крос    | Крос  | Конкур       | Конкур       | Конкур       | Конкур          | Конкур          | Конкур          | Загалом      | Загалом |
| Спортсмен    | Кінь                    | Дисципліна    | Виїздка      | Виїздка | Крос         | Крос    | Крос  | Кваліфікація | Кваліфікація | Кваліфікація | Фінал           | Фінал           | Фінал           | Загалом      | Загалом |
| Спортсмен    | Кінь                    | Дисципліна    | Штрафні очки | Місце   | Штрафні очки | Загалом | Місце | Штрафні очки | Загалом      | Місце        | Штрафні очки    | Загалом         | Місце           | Штрафні очки | Місце   |
| ------------ | ----------------------- | ------------- | ------------ | ------- | ------------ | ------- | ----- | ------------ | ------------ | ------------ | --------------- | --------------- | --------------- | ------------ | ------- |
| Лорен Білліс | Castle Larchfield Purdy | Індивідуальні | 56.00        | 55      | 88.40        | 144.40  | 45    | 11.00        | 155.40       | 44           | Завершив виступ | Завершив виступ | Завершив виступ | 155.40       | 44      |

## Дзюдо
| Спортсмен      | Категорія           | 1/16 фіналу           | 1/8 фіналу                | Чвертьфінали       | Півфінали          | Втішний поєдинок   | Фінал / БМ         | Фінал / БМ       |
| Спортсмен      | Категорія           | Суперник Результат    | Суперник Результат        | Суперник Результат | Суперник Результат | Суперник Результат | Суперник Результат | Місце            |
| -------------- | ------------------- | --------------------- | ------------------------- | ------------------ | ------------------ | ------------------ | ------------------ | ---------------- |
| Марія Перес    | до 70 кг (жінки)    | Матич (CRO) W 011–000 | Альвеар (COL) L 000–000 S | Завершила виступ   | Завершила виступ   | Завершила виступ   | Завершила виступ   | Завершила виступ |
| Мелісса Мохіка | понад 78 кг (жінки) | Bye                   | Саїт (TUR) L 000–102      | Завершила виступ   | Завершила виступ   | Завершила виступ   | Завершила виступ   | Завершила виступ |

## Стрільба
| Спортсмен      | Дисципліна                                    | Кваліфікація | Кваліфікація | Фінал            | Фінал            |
| Спортсмен      | Дисципліна                                    | Очки         | Місце        | Очки             | Місце            |
| -------------- | --------------------------------------------- | ------------ | ------------ | ---------------- | ---------------- |
| Ярімар Меркадо | пневматична гвинтівка, 10 метрів (жінки)      | 406.6        | 43           | Завершила виступ | Завершила виступ |
| Ярімар Меркадо | гвинтівка з трьох положень, 50 метрів (жінки) | 576          | 24           | Завершила виступ | Завершила виступ |

Пояснення до кваліфікації: Q = Пройшов у наступне коло; q = Кваліфікувався щоб змагатись у поєдинку за бронзову медаль

## Плавання
| Спортсмен      | Дисципліна                       | Попередній заплив | Попередній заплив | Півфінал         | Півфінал         | Фінал            | Фінал            |
| Спортсмен      | Дисципліна                       | Час               | Місце             | Час              | Місце            | Час              | Місце            |
| -------------- | -------------------------------- | ----------------- | ----------------- | ---------------- | ---------------- | ---------------- | ---------------- |
| Ванесса Гарсія | 50 метрів вільним стилем (жінки) | 24.94 NR          | =22               | Завершила виступ | Завершила виступ | Завершила виступ | Завершила виступ |

## Настільний теніс
| Спортсмен      | Дисципліна                  | Попередній раунд   | Раунд 1              | Раунд 2            | Раунд 3            | 1/8 фіналу         | Чвертьфінали       | Півфінали          | Фінал / БМ         | Фінал / БМ       |                  |
| Спортсмен      | Дисципліна                  | Суперник Результат | Суперник Результат   | Суперник Результат | Суперник Результат | Суперник Результат | Суперник Результат | Суперник Результат | Суперник Результат | Місце            |                  |
| -------------- | --------------------------- | ------------------ | -------------------- | ------------------ | ------------------ | ------------------ | ------------------ | ------------------ | ------------------ | ---------------- | ---------------- |
| Браян Афанадор | одиночний розряд (чоловіки) | Saka (CGO) W 4–3   | O Assar (EGY) L 2–4  | Завершив виступ    | Завершив виступ    | Завершив виступ    | Завершив виступ    | Завершив виступ    | Завершив виступ    | Завершив виступ  |                  |
| Adriana Diaz   | одиночний розряд (жінки)    | Bye                | Ошонайке (NGR) W 4–2 | Li X (FRA) L 0–4   | Завершила виступ   | Завершила виступ   | Завершила виступ   | Завершила виступ   | Завершила виступ   | Завершила виступ | Завершила виступ |

## Тхеквондо
| Спортсмен    | Категорія           | 1/8 фіналу           | Чвертьфінали       | Півфінали          | Втішний поєдинок   | Фінал / БМ         | Фінал / БМ       |
| Спортсмен    | Категорія           | Суперник Результат   | Суперник Результат | Суперник Результат | Суперник Результат | Суперник Результат | Місце            |
| ------------ | ------------------- | -------------------- | ------------------ | ------------------ | ------------------ | ------------------ | ---------------- |
| Крістал Вікс | понад 67 кг (жінки) | Галловей (USA) L 0–5 | Завершила виступ   | Завершила виступ   | Завершила виступ   | Завершила виступ   | Завершила виступ |

## Теніс
| Спортсмен   | Дисципліна               | 1/32 фіналу             | 1/16 фіналу                   | 1/8 фіналу                | Чвертьфінали              | Півфінали                     | Фінал / БМ                   | Фінал / БМ |
| Спортсмен   | Дисципліна               | Суперник Результат      | Суперник Результат            | Суперник Результат        | Суперник Результат        | Суперник Результат            | Суперник Результат           | Місце      |
| ----------- | ------------------------ | ----------------------- | ----------------------------- | ------------------------- | ------------------------- | ----------------------------- | ---------------------------- | ---------- |
| Моніка Пуїг | одиночний розряд (жінки) | Герцог (SLO) W 6–3, 6–2 | Павлюченкова (RUS) W 6–3, 6–2 | Мугуруса (ESP) W 6–1, 6–1 | Зігемунд (GER) W 6–1, 6–1 | Квітова (CZE) W 6–4, 1–6, 6–3 | Кербер (GER) W 6–4, 4–6, 6–1 | 1          |

## Тріатлон
| Спортсмен     | Дисципліна | Плавання, 1,5 км | Перехід 1 | Велосипед, 40 км | Перехід 2 | Біг, 10 км | Загалом Time | Місце |
| ------------- | ---------- | ---------------- | --------- | ---------------- | --------- | ---------- | ------------ | ----- |
| Мануель Уерта | чоловіки   | 18:19            | 0:48      | 58:01            | 0:32      | 33:28      | 1:53:22      | 43    |

## Волейбол

### У приміщенні

#### Жіночий турнір
Склад команди
Шаблон:Склад жіночої збірної Пуерто Рико з волейболу на літніх Олімпійських іграх 2016
Груповий етап
Шаблон:Підсумкова таблиця в групі B жіночого турніру з волейболу на літніх Олімпійських іграх 2016
Шаблон:Жіночий турнір з волейболу на літніх Олімпійських іграх 2016, гра B2
Шаблон:Жіночий турнір з волейболу на літніх Олімпійських іграх 2016, гра B6
Шаблон:Жіночий турнір з волейболу на літніх Олімпійських іграх 2016, гра B7
Шаблон:Жіночий турнір з волейболу на літніх Олімпійських іграх 2016, гра B12
Шаблон:Жіночий турнір з волейболу на літніх Олімпійських іграх 2016, гра B14

## Важка атлетика
| Спортсмен   | Категорія        | Ривок     | Ривок | Поштовх   | Поштовх | Загалом | Місце |
| Спортсмен   | Категорія        | Результат | Місце | Результат | Місце   | Загалом | Місце |
| ----------- | ---------------- | --------- | ----- | --------- | ------- | ------- | ----- |
| Лелі Бурхос | до 53 кг (жінки) | 72        | 9     | 90        | 8       | 162     | 9     |

## Боротьба
Легенда:
- VT – Перемога на туше.
- PP – Перемога за очками – з технічними очками в того, хто програв.
- PO – Перемога за очками – без технічних очок в того, хто програв.
- ST – Перемога за явної переваги – різниця в очках становить принаймні 8 (греко-римська боротьба) або 10 (вільна боротьба) очок, без технічних очок у того, хто програв.

Чоловіки
| Спортсмен      | Категорія | Кваліфікація       | 1/8 фіналу              | Чвертьфінал             | Півфінал           | Втішний поєдинок 1 | Втішний поєдинок 2   | Фінал / БМ         | Фінал / БМ |
| Спортсмен      | Категорія | Суперник Результат | Суперник Результат      | Суперник Результат      | Суперник Результат | Суперник Результат | Суперник Результат   | Суперник Результат | Місце      |
| -------------- | --------- | ------------------ | ----------------------- | ----------------------- | ------------------ | ------------------ | -------------------- | ------------------ | ---------- |
| Франклін Гомес | до 65 кг  | Bye                | Новачков (BUL) W 3–1 PP | Наврузов (UZB) L 1–3 PP | Завершив виступ    | Завершив виступ    | Завершив виступ      | Завершив виступ    | 9          |
| Хайме Еспіналь | до 86 кг  | Bye                | Yaşar (TUR) L 1–3 PP    | Завершив виступ         | Завершив виступ    | Bye                | Салас (CUB) L 1–3 PP | Завершив виступ    | 11         |